# Facultad de Medicina Veterinaria (Universidad Nacional Mayor de San Marcos)
La Facultad de Medicina Veterinaria de la Universidad Nacional Mayor de San Marcos (siglas: FMV-UNMSM) es una de las veinte facultades que conforman dicha universidad. La facultad en la actualidad, dentro de la organización de la universidad, forma parte del área de Ciencias de la Salud y cuenta con la escuela académico-profesional de Medicina Veterinaria, que brinda tanto estudios de pregrado como de postgrado. Se encuentra ubicada en un local propio en el distrito de San Borja.

## Historia
Desde sus inicios la facultad estuvo intensamente comprometida con su universidad y, principalmente, en una de sus más importantes actividades como es la Investigación. En 1944, con base en la fusión de la sección veterinaria de la Escuela Nacional de Agricultura y Veterinaria (ENAV) y la Escuela Militar de Ciencias Veterinarias se crea la Escuela Nacional de Ciencias Veterinarias. Por último, en 1946 esta escuela se transformó en la Facultad de Medicina Veterinaria de la Universidad Nacional Mayor de San Marcos, dando inicio en el Perú a la enseñanza de la medicina veterinaria a nivel universitario; y a partir de ahí el profundo nexo de ésta con la decana de América. En 1956 la Facultad se trasladó a su nuevo local en San Borja.
Creación de Escuelas y Facultades en el Perú
Los orígenes de la creación de centros de estudios para la formación de veterinarios en el Perú se pueden separar en dos líneas, la civil y la militar.
La Línea Civil
Se puede indicar que la línea civil se inicia con la fundación de un centro de preparación agrícola en la época de la Confederación Peruano-Boliviana en donde el General Santa Cruz, el 5 de enero de 1837, señala la necesidad de la creación de un Instituto Agrícola o Escuela Técnica Agropecuaria. En 1869 el presidente Balta encomienda al italiano Luis Sada di Carlo la organización del Instituto Agrícola, que se localiza en el Fundo Santa Beatriz. Sin embargo, en 1874, bajo la presidencia de Manuel Pardo, se hace a un lado a Sada y se nombra a Pedro Berghinz como director de lo que se llamaría Escuela de Instrucción Primaria de Agricultura Práctica, que tuvo muy poca duración y se cierra en 1879 al inicio de la guerra con Chile. 
No fue hasta 1901 que el presidente Eduardo López De Romaña trajo la misión Belga, integrada por cuatro ingenieros agrónomos, encabezada por Jorge Vanderghem, provenientes de la Facultad Universitaria de Ciencias Agronómicas de Gembloux, para organizar la Escuela Nacional de Agricultura y Veterinaria. Esta misión también estuvo integrada por el veterinario belga Arthur Declerck proveniente de la Escuela Veterinaria de Bruselas (Cureghem), quien no estuvo mucho tiempo en el país y lo reemplazó Edmundo de León, médico veterinario argentino que fallece al poco tiempo en un accidente, hechos que explican en parte la demora de organizarse la Sección Veterinaria de esta Escuela.
Escuela Nacional de Agronomía y Veterinaria (ENAV)
En 1902, con 56 alumnos, se da inicio a la ENAV para la formación Ingenieros Agrónomos y Veterinarios en el Fundo Santa Beatriz ocupada por la Caballería del Ejército. El primer director fue Jorge Vanderghem. Esta Escuela dio el título de Agrónomos y Veterinarios hasta 1932 
En 1910 el Gobierno contrata a dos Médicos Veterinarios italianos: Luis Macagno, que impulsó programas agropecuarios y el estudio de nuestra realidad ganadera y sanidad animal por 28 años; y Marino Tabusso, que organizó el Laboratorio de Microbiología, Sueros y Vacunas (Instituto Nacional de Biología Animal del Ministerio de Agricultura). 
1910 por Decreto Supremo se dispone la organización en la ENAV de la Sección para la formación de Médicos Veterinarios, así también, en 1919 a propuesta de la Misión Militar Francesa se aprueba un plan la organización de la Sección Veterinaria de la Escuela. También en 1935 el Ministro de Fomento, General Jorge E. Rodríguez, nombró una comisión para organizar la Sección pero nuevamente no llegó a materializarse. 
La década de los 40, fue una década decisiva para la educación veterinaria en el Perú. Así, en 1941, la ley Orgánica de Educación 9359 reforzó la obligación de crear esta Sección en la Escuela. En 1943 se obtuvo presupuesto para ello (60 000 soles) iniciándose el funcionamiento de la Sección con nueve estudiantes en una selección hecha sobre 28 postulantes. Sin embargo, estos estudiantes no terminaron sus estudios ya que en 1944 pasaron a la Escuela Nacional de Ciencias Veterinarias, hecho que determinó después el cambio de nombre de ENAV por el de Escuela Nacional de Agricultura y luego en 1960 se le dio rango universitario y debido a ello cambio de nominación por el de la Universidad Nacional Agraria-La Molina (UNALM) . En la Figura siguiente se resume los pasos de la denominada Línea Civil. 
Línea Militar
En 1905, con la llegada de la Tercera Misión Militar Francesa, se crea el Servicio Veterinario del Ejército y en 1906, dentro del Servicio, se crea la Escuela de Mariscalería del Ejército que forma 36 Maestros Mariscales Herradores con conocimiento en enfermería veterinaria y herrado de equinos. Por otro lado, en 1910 se crea el Título Oficial de Veterinaria de Reserva a partir de alumnos del último año de la ENAV, Ingenieros Agrónomos y Veterinarios, Sargentos Primeros Maestros Mariscales Herradores a los que se les capacita con cursos intensivos de medicina y cirugía menor.
En 1939 el coronel de Caballería Thomas J. Johnson, miembro de la Misión Norteamericana, ante la escasez de veterinarios en el ejército y el país, propuso la creación de una Escuela Veterinaria, su proposición es escuchada y en 1940 por RS se crea la Sección Veterinaria de la Escuela Militar de Chorrillos siendo Presidente del Perú Manuel Prado Ugarteche y en 1943, a partir de la Sección Veterinaria, se crea la Escuela Militar de Ciencias Veterinarias, primer instituto técnico de enseñanza superior, bajo la dirección de Aurelio Málaga. Esta Escuela gradúa la primera y única promoción de Alféreces de Veterinaria. Además iniciaron sus estudios tres promociones, pasando a la Escuela Nacional de Ciencias Veterinarias. En la Figura se muestra de manera resumida la línea militar de la educación veterinaria en el país
Escuela Nacional de Ciencias Veterinarias
Esta Escuela une las dos líneas propuestas la civil y la militar. En 1944 se crea la Escuela Nacional de Ciencias Veterinarias, bajo la dirección de Aurelio Málaga, dejando a la Escuela Militar de Ciencias Veterinarias la Organización de la misma. Esta Escuela recibe alumnos de la Escuela Militar de Ciencias Veterinarias y de la Escuela Nacional de Agricultura y Veterinaria.  
La Escuela en su creación recibe estas prerrogativas: Autonomía pedagógica, administrativa y económica; su desvinculación del Ministerio de Guerra pasando al Ministerio de Educación y se autoriza que el Poder Ejecutivo pueda invertir hasta un millón de soles para edificios y laboratorios.
Facultad de Medicina Veterinaria de la Universidad Nacional Mayor de San Marcos
Por ley 10246 del 11 de marzo de 1946, presentado por el senador Luis Heysen Incháustegui, la Escuela Nacional de Ciencias Veterinarias se convierte en Facultad de Medicina Veterinaria de la UNMSM. El Rector de San Marcos era Luis Alberto Sánchez, siendo el primer decano José Santivañez. En la Figura siguiente se resume las dos líneas y como llegan a juntarse para formar la Facultad de Medicina Veterinaria de la UNMSM.
La incorporación de la Facultad a la UNMSM contó con el apoyo de una comisión compuesta por los siguientes miembros: teniente coronel Edilberto Suárez, Director del Servicio Central Veterinario del Ejército; coronel Russell Mc Nellis; V. Dtawffer; Marino Tabusso; José Santivañez; Alberto León y Julio Alencastre.
Doce fueron los profesores fundadores de la Facultad, ocho médicos veterinarios (Alencastre, Consiglieri, Figueroa, Inzúa, Kafka, Ruiz Urbina, Suárez, Santibáñez); dos médicos veterinarios e ingenieros agrónomos (León y Ramos Saco); y dos médicos (Cuba y Pons Muzzo). La población estudiantil inicial fue de 70 alumnos (40 militares y 30 civiles). Los que cursaron el último año en la Escuela Nacional de Ciencias Veterinarias (todos cadetes militares) egresaron como la primera promoción en la Facultad.
Un hecho importante en el devenir de la Facultad es la construcción de su campus. El local de las Palmas se vendió al Ministerio de Guerra y el dinero permitió la adquisición de 3.0 ha en el fundo Cahuache de propiedad del ganadero Godofredo Labarthe. A esta área se le adicionó posteriormente 1.2 ha expropiados a la Fundación Canevaro, llegando la superficie total a 4.2 ha. El 11 de diciembre de 1957 se colocó la primera piedra de la Facultad en el fundo Cahuache (entonces distrito de La Victoria, luego San Luis y hoy San Borja), siendo el proyecto elaborado por el arquitecto Alfredo Dammert Muelle. La construcción consistió en tres etapas: la primera (3 de septiembre de 1959) comprendió el edificio central y hospitales; la segunda (5 de septiembre de 1960) el auditorio, el centro federado y pistas y veredas, y la tercera etapa (25 de octubre de 1964) comprendió el establo y la granja de cerdos y aves. 
Entre los aspectos más importantes de la Facultad en estos años se tiene la incorporación en 1949 como catedrático Honorario a Bernardo A. Houssay, de nacionalidad argentina, Premio Nobel en 1947 en Bioquímica. Así mismo, en 1951 la Facultad organizó el Primer Congreso Panamericano de Medicina Veterinaria (PANVET), actualmente el más importante Congreso del gremio veterinario en el continente americano y que este año en su XXII versión se realizará por tercera vez en el Perú.
Son muchos los personajes que han hecho historia en la educación de la medicina veterinaria en el Perú en el siglo pasado, ya nombramos a Aurelio Málaga para muchos el Padre de la Medicina Veterinaria en el país, José Santivañez, el primer decano de la Facultad, Augusto Vallenas, fisiólogo y Elmo de La Vega, Patólogo, entre otros. Mención especial merece Pedro Acha, egresado de la facultad y que en 1966 la universidad distingue como catedrático Honorario por haber sido el propulsor de la enseñanza de la Medicina Preventiva – Zoonosis en América Latina.
Un hecho importante en la calidad de la enseñanza de la Medicina Veterinaria es la creación de Instituto Veterinario de Investigaciones Tropicales y de Altura (IVITA). El 14 de abril de 1961 el Consejo de Facultad crea oficialmente el IVITA, que fue ratificado por Resolución Rectoral del 2 de mayo de 1961. Este proyecto fue concebido por Teodoro Ramos Saco, en aquel entonces Decano de la Facultad y que en 1964 la Universidad incorpora como Profesor Emérito. En 1963 el doctor Patrick Guilbride, de nacionalidad irlandesa, asume la función de Director Internacional del IVITA y Manuel Moro Sommo la de Director Nacional.
El IVITA implementó cuatro estaciones experimentales; a saber: El Mantaro, Pucallpa, Iquitos y La Raya-Maranganí, en donde se desarrolló una febril actividad de investigación y de extensión y proyección social, de cara a los problemas de los productores agropecuarios de las diversas las regiones del país. 
La producción científica de la Facultad se ha registrado tanto en la revista de investigación institucional como en revistas de reconocido prestigio internacional, reconociéndosele como una de las instituciones universitarias con mayor producción científica en el país.
Cabe agregar que la historia del IVITA no ha sido exenta de problemas. Así, en los inicios de los 80 la Estación de La Raya-Maranganí fue atacada varias veces por terroristas que a su paso destruyeron laboratorios y paralizaron los trabajos de investigación, dando lugar a la salida, por seguridad, de investigadores nacionales y extranjeros, con la consiguiente paralización de proyectos y convenios. En la estación de Pucallpa también se produjo en 1989 la destrucción total de la infraestructura de la estación. En términos generales fueron años muy difíciles con una alta dosis de inseguridad que afectaron mucho el trabajo de investigación.
Un momento importante en la educación veterinaria en el país es el inicio de los estudios de postgrado y postítulo, y esto se produjo en 1989 con los programas de maestría en Salud Animal y en Producción y Reproducción Animal. Actualmente la Unidad de Postgrado ofrece:
Un programa de Doctorado en Medicina Veterinaria; tres programas de Maestría: Maestría en Ciencias Veterinarias (con mención en Sanidad Animal, mención en Sanidad Avícola, mención en Sanidad Acuícola y mención en Medicina y Cirugía Animal), Maestría en Ciencia Animal (Mención en Producción y Reproducción Animal) y Maestría en Epidemiología y Economía Veterinaria; tres programas de Segunda Especialidad (en Animales de Compañía, Avicultura y Porcicultura); tres programas de Residentado (Clínica de Animales Menores, Clínica de Avicultura y en Lechería); y Diversas Diplomaturas 
Dos décadas después de la creación de la Facultad de Medicina Veterinaria de la Universidad Nacional Mayor de San Marcos, se crearon otras facultades, llegando a la actualidad a 23 entre escuelas y facultades, algunas de ellas dando el título de médicos veterinarios y otros el de médicos veterinarios y zootecnistas. En la última década se han creado 13 de las 23 existentes, de los cuales cinco se han instalado en la capital siendo todas ellas privadas.

## Personajes destacados
En los más de 100 años de desarrollo de los estudios de medicina veterinaria en la Universidad Nacional Mayor de San Marcos, han transitado varios personajes destacados: alumnos, catedráticos, e investigadores; a varios de ellos se les ha conferido el título de profesores honorarios. Del mismo modo, la universidad ha entregado el grado de Doctor honoris causa a algunos personajes destacados también aquí mencionados.

### Alumnos y catedráticos
A continuación se brinda una relación de alumnos y catedráticos destacados de medicina veterinaria que tiene y/o ha tenido la Universidad de San Marcos:
- Pedro Acha (médico veterinario, propulsor de la enseñanza de la medicina preventiva)
- Pancho Cavero (médico veterinario, conductor de TV, activista)
- Teodoro Ramos Saco (médico veterinario)
- Hermelinda Rivera Gerónimo (médica veterinaria, docente investigadora)
- Nieves Sandoval Chaupe (médica veterinaria, docente investigadora)
- Felipe San Martín Howard (médico veterinario, vicerrector de posgrado de la UNMSM)
- José Santivañez (médico veterinario, primer decano de la FMV-UNMSM)
- Ricardo Valdivia Rodríguez (médico veterinario)

### Doctores honoris causa
A continuación se da la relación de personajes destacados en medicina veterinaria a quienes la Universidad de San Marcos les confirió el grado de Doctor honoris causa:
- Peter C. Doherty  (veterinario y médico inmunólogo australiano, Nobel de Medicina)